# Barbara Taylor Bradford
Barbara Taylor Bradford (Leeds, 10 de maio de 1933 – 24 de novembro de 2024) foi uma romancista britânica. Começou a trabalhar como jornalista aos 20 anos no Yorkshire Evening Post. 
Uma mulher de fibra tornou-se eterno best seller e abriu caminho para outros 19 romances de sucesso. Seus livros venderam mais de 75 milhões de exemplares por todo o mundo, em mais de noventa países e quarenta idiomas. Ela morou em Nova Iorque com o marido, o produtor Robert Bradford. Barbara morreu no dia 24 de novembro de 2024, aos 91 anos.

## Ficção
The Emma Harte Saga
| nº série | Título original      | Título em Português                                         | Tradução                       | Ano    | Editora                  |
| -------- | -------------------- | ----------------------------------------------------------- | ------------------------------ | ------ | ------------------------ |
| 01       | A Woman of Substance | Uma mulher de fibra                                         | Neide Camera Loureiro          | (1979) | Record; Círculo do Livro |
| 02       | Hold the Dream       | Um sonho que ficou                                          | Maria Celia de Medeiros Castro | (1985) | Record                   |
| 03       | To Be the Best       | Sempre a melhor                                             | Isabel Paquet de Araripe       | (1988) | Record                   |
| 04       | Emma's Secret        | Segredos de família: romance                                | Eliane Fraga                   | (2003) | Record                   |
| 05       | Unexpected Blessings | Bençãos inesperadas                                         | Michele Gerhardt               | (2005) | Record                   |
| 06       | Just Rewards         | Recompensa merecida                                         | Eliane Fraga                   | (2005) | Record                   |
| 07       | Breaking the Rules   | Quebrando regras: o inicio de uma nova era da família Harte | Vera Whately                   | (2009) | Record                   |
| 08       | A Man of Honour      |                                                             |                                | (2021) |                          |

The Ravenscar Trilogy
| nº série | Título original                               | Título em Português | Tradução                    | Ano    | Editora |
| -------- | --------------------------------------------- | ------------------- | --------------------------- | ------ | ------- |
| 01       | The Ravenscar Dynasty                         | A dinastia          | Michele Gerhardt Macculloch | (2006) | Record  |
| 02       | Heirs of Ravenscar(R.U.) ou The Heir (U.S.A.) | Os herdeiros        | Michele Macculloch          | (2007) | Record  |
| 03       | Being Elizabeth                               | A herança           | Michele Gerhardt            | (2008) | Record  |

The Cavendon Chronicles
| nº série | Título original     | Título em Português                                               | Tradução                | Ano    | Editora                  |
| -------- | ------------------- | ----------------------------------------------------------------- | ----------------------- | ------ | ------------------------ |
| 01       | Cavendon Hall       | Cavendon Hall: Intriga e mistério no seio da aristocracia inglesa | Carmo Vasconcelos Romão | (2014) | Top Seller 9789898917072 |
| 02       | The Cavendon Women  | As mulheres de Cavedon                                            | Carmo Vasconcelos Romão | (2015) | Top Seller 9789898917270 |
| 03       | The Cavendon Luck   |                                                                   |                         | (2016) |                          |
| 04       | Secrets of Cavendon |                                                                   |                         | (2017) |                          |

The House of Falconer
| nº série | Título original    | Título em Português | Tradução | Ano    | Editora |
| -------- | ------------------ | ------------------- | -------- | ------ | ------- |
| 01       | Master of His Fate |                     |          | (2018) |         |
| 02       | In the Lion's Den  |                     |          | (2020) |         |

Outras ficções
| nº série | Título original            | Título em Português      | Tradução                   | Ano                            | Editora                  |
| -------- | -------------------------- | ------------------------ | -------------------------- | ------------------------------ | ------------------------ |
| 01       | Act of Will                | Força de vontade         | Maria Helena Pereira Braga | (1986)                         | Record                   |
| 02       | The Women in His Life      | As mulheres na vida dele | Ana Deiró                  | (1990)                         | Record; Círculo do Livro |
| 03       | Remember                   | Lembranças               | Paula Rosas                | (1991)                         | Record; Círculo do Livro |
| 04       | Angel                      | Anjo                     | Paula Rosas                | (1993)                         | Record                   |
| 05       | Voice of the Heart         | A voz do coração         | Luzia Machado da Costa     | (1983)                         | Record; Nova Cultural    |
| 06       | Everything to Gain         | Tudo a ganhar            | Marcus Pencchel            | (1994)                         | Record; Círculo do Livro |
| 07       | Dangerous to Know          | Era melhor não saber     | Marcus Penchel             | (1995)                         | Record                   |
| 08       | Love in Another Town       | Um amor em outra cidade  | Ana Deiró                  | (1995)                         | Record                   |
| 09       | Her Own Rules              | Com seu destino nas mãos | Marcus Penchel             | (1996)                         | Record                   |
| 10       | A Secret Affair            | Um caso secreto de amor  | Pinheiro de Lemos          | (1996)                         | Record                   |
| 11       | Power of a Woman           | A força de uma mulher    | Geni Hirata                | (1997)                         | Record                   |
| 12       | A Sudden Change of Heart   | Coração dividido         | Christina Cabo             | (1999)                         | Record                   |
| 13       | Where You Belong           | O seu lugar              | Heitor Pitombo             | (2000)                         | Record                   |
| 14       | The Triumph of Katie Byrne | O triunfo de Katie Byrne | Lourdes Menegale           | (2001)                         | Record                   |
| 15       | Three Weeks in Paris       | Três semanas em Paris    | Maria Cláudia de Oliveira  | (2002)                         | Record                   |
| 16       | Playing the Game           |                          |                            | (2010)                         |                          |
| 17       | Letter From a Stranger     |                          |                            | (2011)                         |                          |
| 18       | Secrets From the Past      |                          |                            | (2013)                         |                          |
| 19       | Hidden                     |                          |                            | (2013) (published as an eBook) |                          |
| 20       | Treacherous                |                          |                            | (2014) (published as an eBook) |                          |
| 21       | Who Are You?               |                          |                            | (2016) (published as an eBook) |                          |
| 22       | Damaged                    |                          |                            | (2018) (published as an eBook) |                          |

Não-ficção
| nº série | Título original | Título em Português | Tradução | Ano                          | Editora |
| -------- | --- | ------------------- | -------- | ---------------------------- | ------- |
| 01       | A Garland of Children's Verse                                                                                        |                     |          | (1960)                       |         |
| 02       | The Dictionary of 1001 Famous People: Outstanding Personages in the World of Science, the Arts, Music and Literature |                     |          | (with Samuel Nisenson, 1966) |         |
| 03       | Etiquette to Please Him (How to be the Perfect Wife series)                                                          |                     |          | (1969)                       |         |
| 04       | Bradford's Living Romantically Every Day                                                                             |                     |          | (2002)                       |         |

Interior design
| nº série | Título original                                   | Título em Português | Tradução | Ano    | Editora |
| -------- | ------------------------------------------------- | ------------------- | -------- | ------ | ------- |
| 01       | The Complete Encyclopedia of Homemaking Ideas     |                     |          | (1968) |         |
| 02       | Easy Steps to Successful Decorating (Illustrated) |                     |          | (1971) |         |
| 03       | How to Solve Your Decorating Problems             |                     |          | (1976) |         |
| 04       | Making Space Grow                                 |                     |          | (1979) |         |
| 05       | Luxury Designs for Apartment Living               |                     |          | (1983) |         |

Christian books
| nº série | Título original                                                 | Título em Português | Tradução | Ano    | Editora |
| -------- | --------------------------------------------------------------- | ------------------- | -------- | ------ | ------- |
| 01       | Children's Stories of Jesus from the New Testament              |                     |          | (1966) |         |
| 02       | Children's Stories of the Bible from the Old Testament          |                     |          | (1966) |         |
| 03       | Children's Stories of the Bible from the Old and New Testaments |                     |          | (1968) |         |